# Doopvont
Een doopvont (van het Latijn fons = bron) of doopbekken is in christelijke kerken een waterbekken dat voor het bewaren van het doopwater en de toediening van de doop wordt gebruikt.
Het bassin is gemaakt van hout, (natuur)steen of (edel) metaal. In moderne gebouwen wordt ook weleens glas als materiaal toegepast. De doorsnede varieert van circa 50 centimeter tot anderhalve meter. 
Wanneer de doop door onderdompeling plaatsvindt, is er een groter waterbassin nodig, zeker wanneer de doper samen met de dopeling te water gaat. Kleinere gemeenschappen wijken hiervoor wel uit naar zwembaden.

## Vorm en symboliek
In lutherse kerken komen veel doopvonten voor die de vorm van een schelp hebben. Vooral in Duitsland, Zweden en Denemarken wordt het bekken vaak vastgehouden door een zittende of knielende doopengel, een gebeeldhouwde engelenfiguur (zie onderstaande 2e foto).
De vorm van een vont kan extra symbolische waarde hebben. Een driehoekvorm geeft de drie-eenheid aan. De meeste doopvonten zijn cirkelvormig of achthoekig. In dat laatste geval betekent het getal acht zowel de nieuwe schepping, als de achtste dag na Jezus' geboorte, waarop de besnijdenis plaatsvond.

## Katholicisme
In rooms-katholieke kerken en kathedralen wordt de doopvont meestal opgesteld in een aparte[doopkapel, die zich doorgaans dicht bij het portaal van de kerk bevindt. De doopvont kan ook buiten het hoofdgebouw, in een baptisterium staan. De Doopschelp heeft normaal altijd een koperen deksel, terwijl het bekken vaak uit natuursteen is gehouwen, zoals marmer of arduin. 
Het bassin bevat gewijd doopwater, in sommige kerken wordt het water gewijd voordat het in de doopvont wordt gegoten. In de paaswake wordt nieuw doopwater gewijd, dat gebruikt zal worden bij doopsels tussen Pasen en Pinksteren. 
Bij de doopvont plaatst men bij elk doopsel de paaskaars. Na de paastijd blijft deze paaskaars opgesteld bij de doopvont in de doopkapel. Hieraan worden bij doopsels de doopkaarsen ontstoken.

## Protestantisme
In het protestantisme is het doopvont meestal opgesteld in het liturgisch centrum, voor in de kerkzaal. Mocht er een dooptuin aanwezig zijn, dan is het doopvont daar geplaatst. Wijding van het water of het vont is in calvinistische kerken ongebruikelijk. In het protestantisme is het gebruikelijk over het doopvont (onzijdig) te spreken.

## Bekende en merkwaardige doopvonten
- Doopvont van Reinier van Hoei in de Sint-Bartolomeüskerk te Luik (1107 - 1118)
- Doopvont van Hildesheim (1240)
- Doopvont door Jacopo della Quercia in het Baptisterium in Siena (1417 – 1431)
- Doopvont door Aert van Tricht in de Sint-Janskathedraal te 's-Hertogenbosch (1492)

## Doopvontschelp
Tridacna gigas (de doopvontschelp) is een tweekleppig weekdier uit de Grote Oceaan waarvan de schelpen een tot anderhalve meter groot kunnen worden. De soort is beschermd, maar voorheen werden de schelpen daadwerkelijk als doopvont gebruikt.

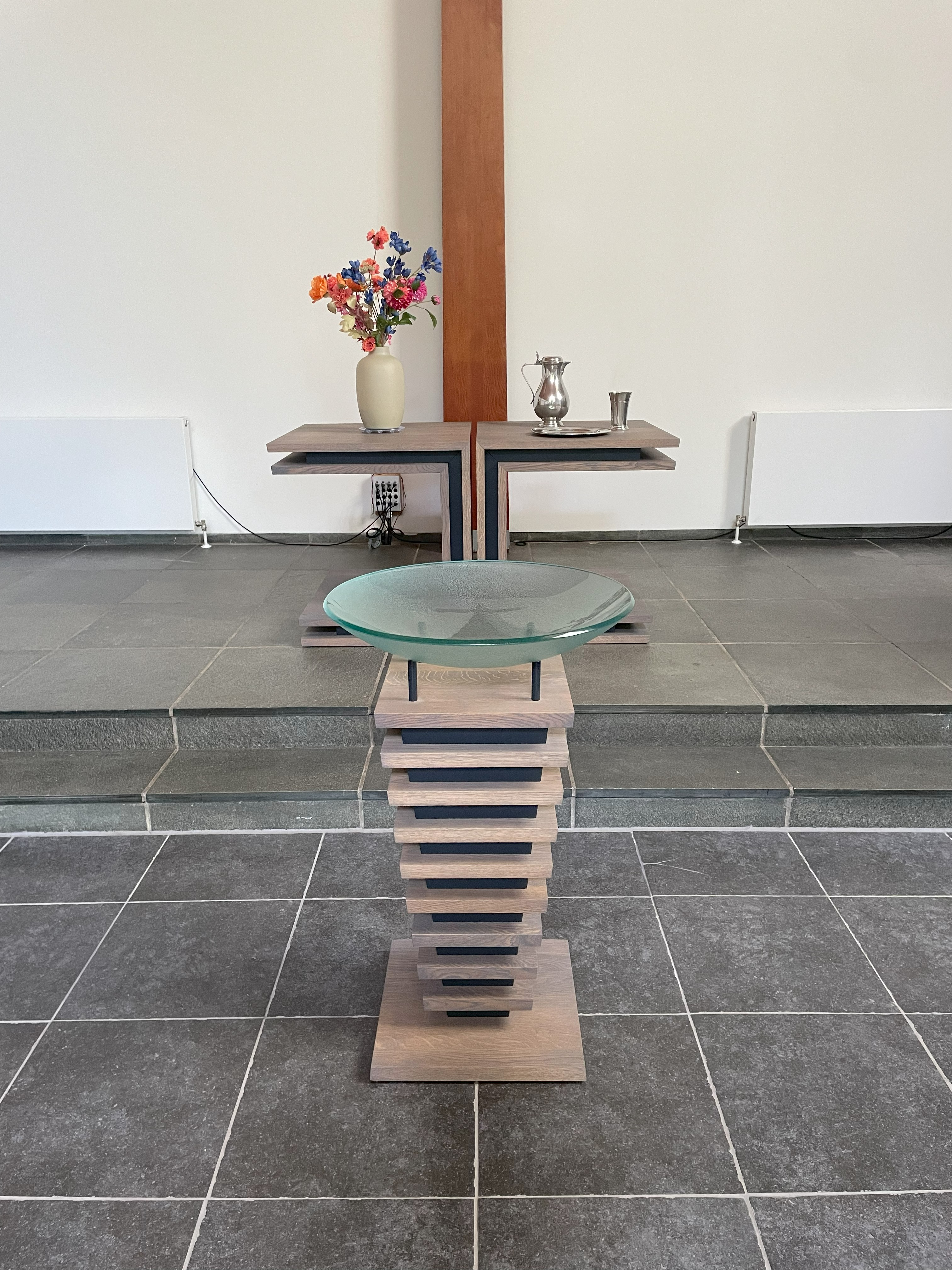
De doopvont van de Christelijke Gereformeerde Kerk te Doetinchem. Op de achtergrond bevindt zich de Avondmaalstafel.

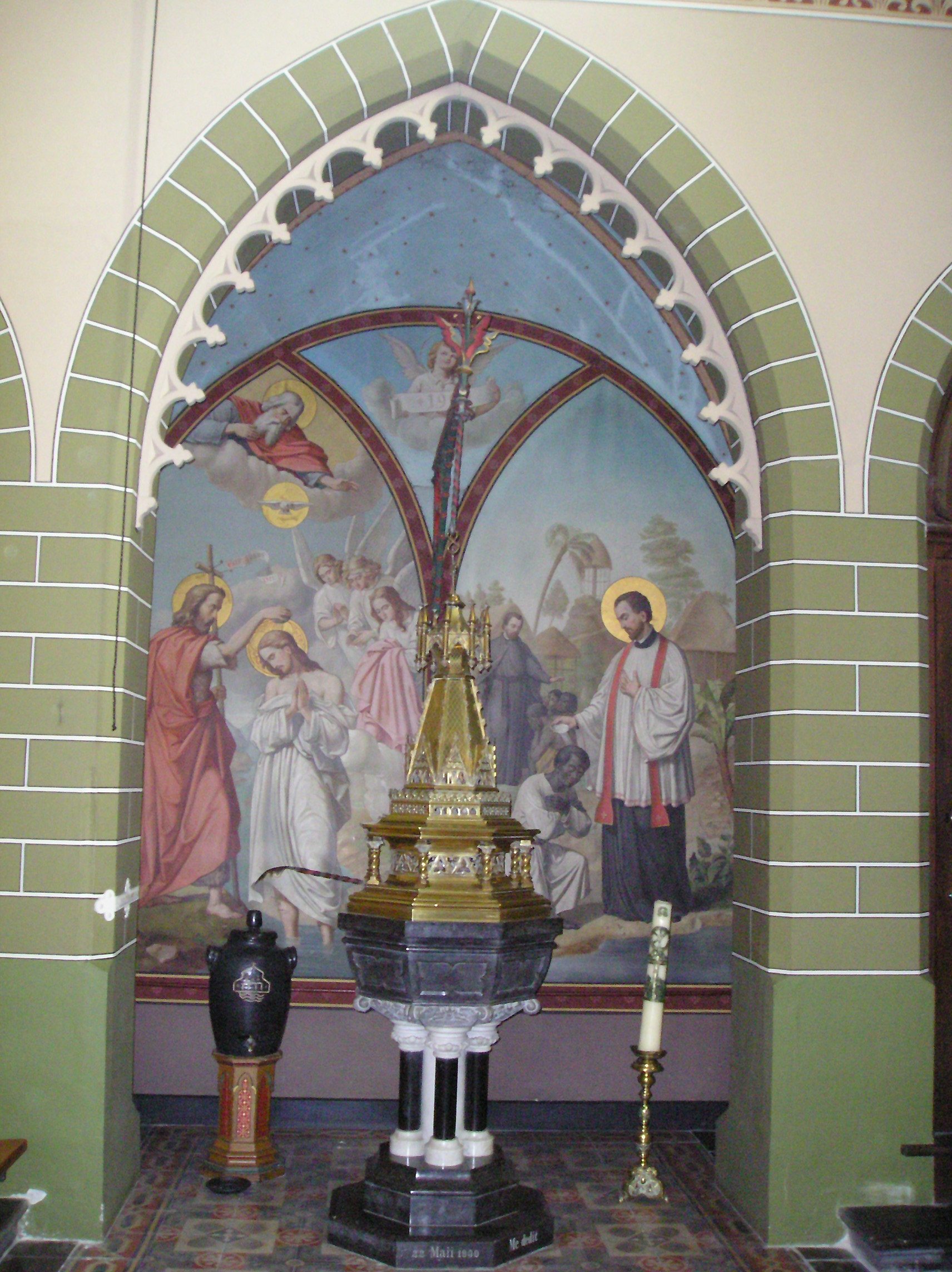
Doopvont in de St. Elisabethskerk te Grave
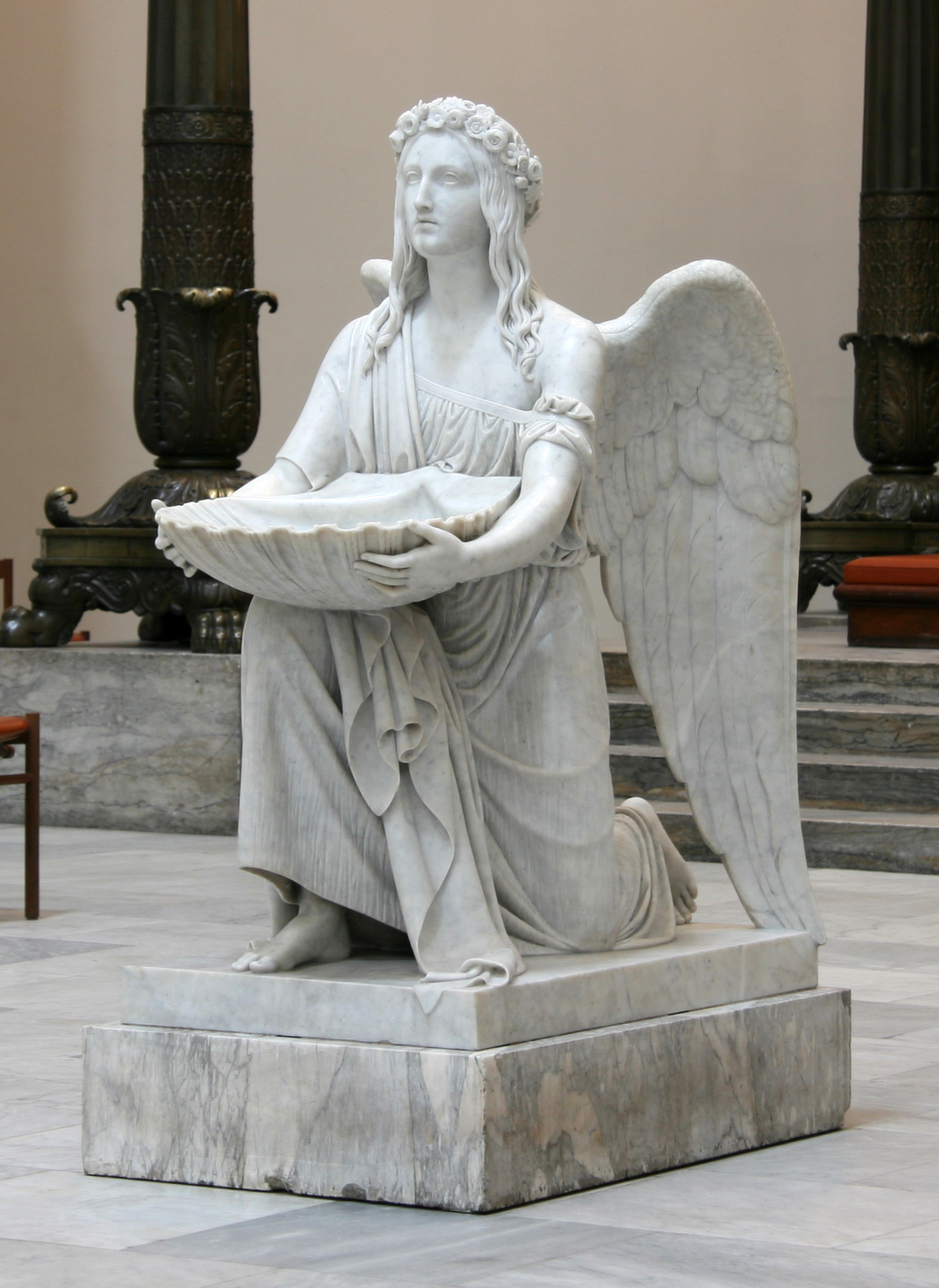
Doopvont in de Onze-Lieve-Vrouwekerk te Kopenhagen
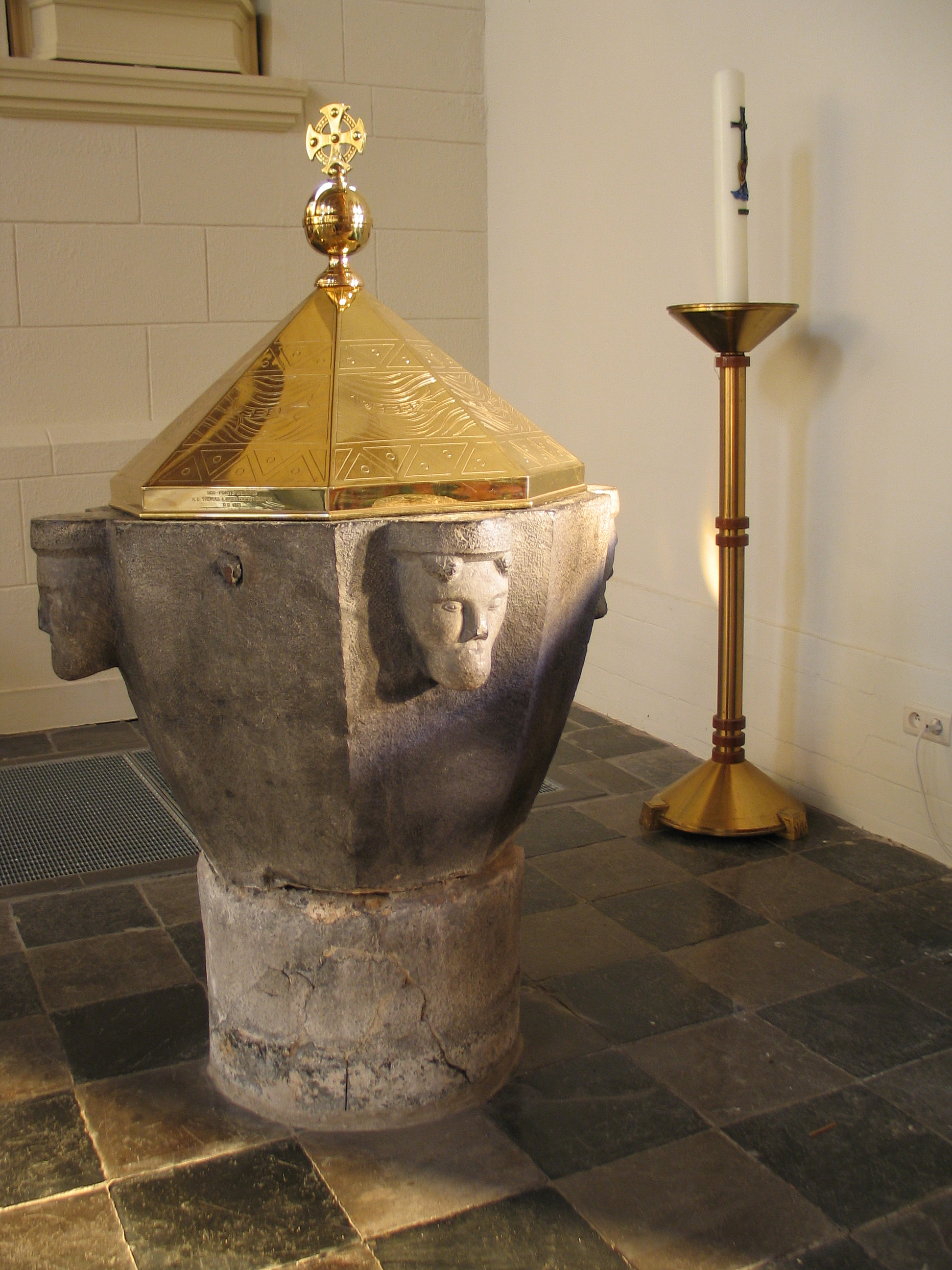
Laat-romaans Maaslands doopvont (ca. 1250) in de Sint-Stephanuskerk te Hoeselt
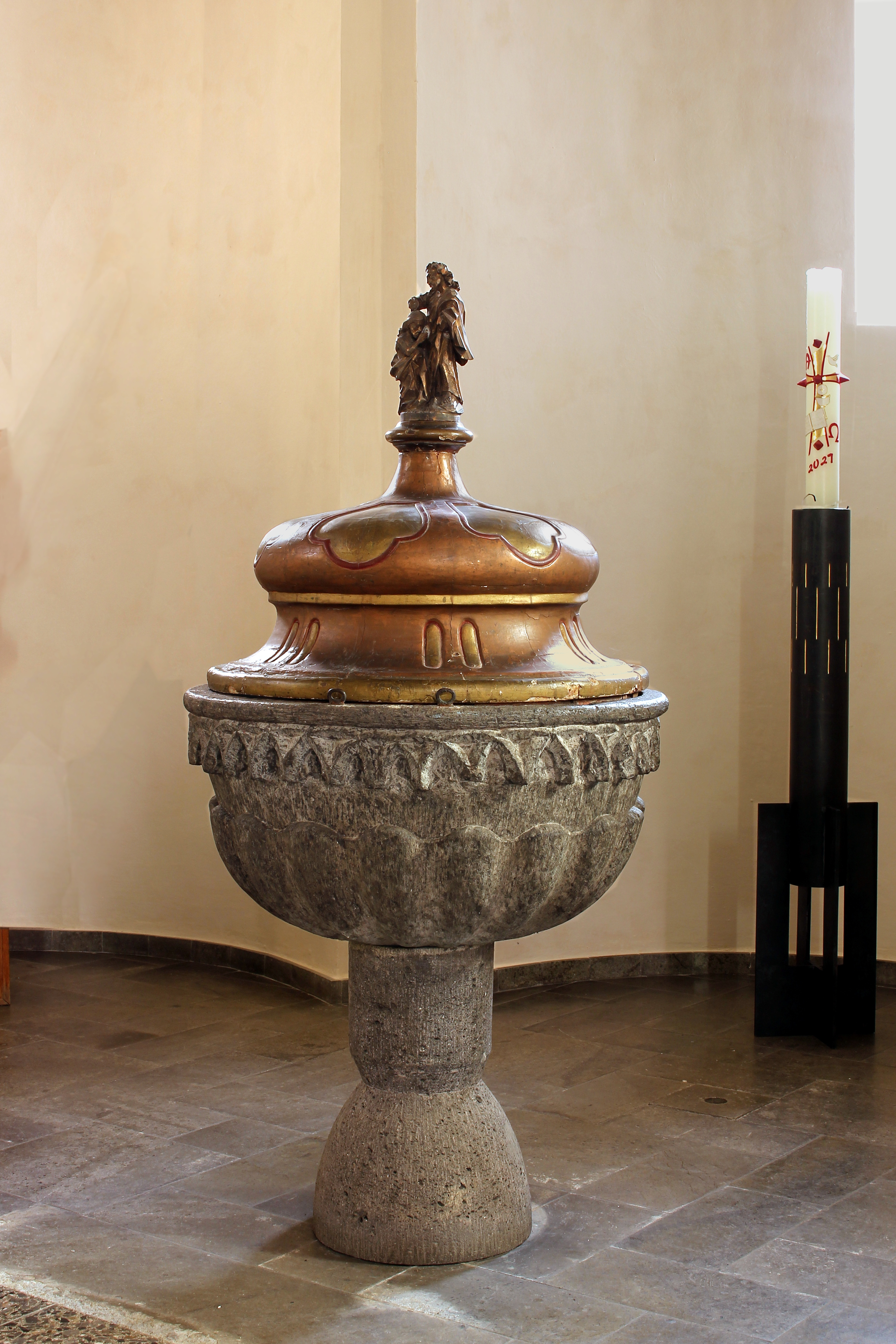
Gotisch doopvont, rond 1500, in Urmitz
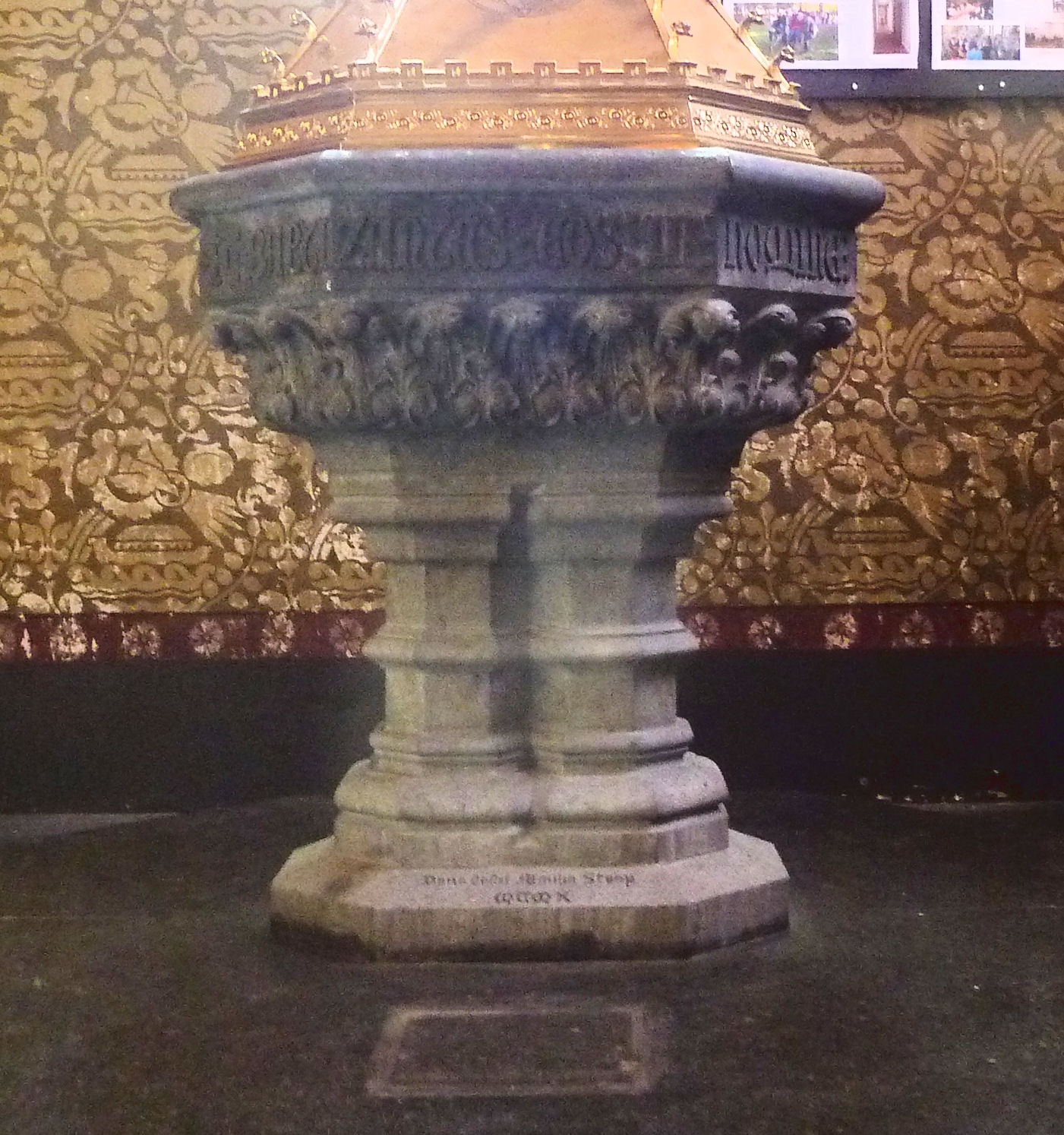
Neogotische doopvont uit arduin, met deksel in gedreven koper, Sint-Niklaas, kerk Sint-Jozef.
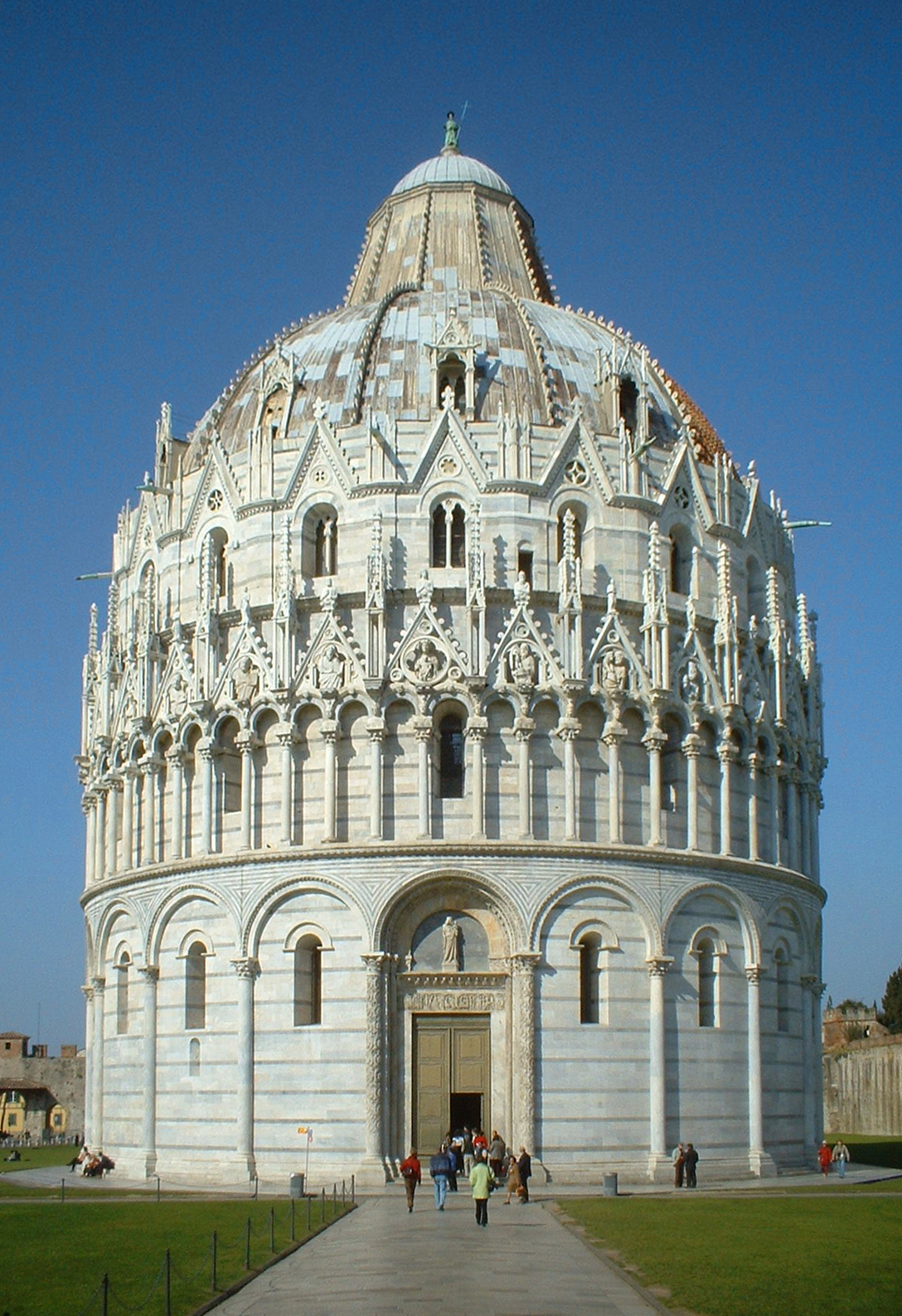
baptisterium in Pisa.